# Chick Churchill
Chick Churchill (Ilkeston, 2 gennaio 1946) è un tastierista e compositore britannico noto per essere membro dei Ten Years After.

## Biografia
Considerato uno dei più grandi virtuosi dello strumento, si fece notare già alla fine degli anni sessanta come tastierista rock blues, anche grazie a popolari festival come Woodstock e l'Isola di Wight. È insieme al chitarrista e cantante Alvin Lee il fondatore del gruppo Ten Years After di cui è membro tuttora.
Presente in tutti gli album della band, nel 1973 inizia la carriera solista, suonando insieme a Roger Hodgson e Martin Barre.

## Discografia solista
- Broken Engagements, 1973
- You and Me, 1974